# 사투파이테아구
사투파이테아구(Satupa'itea)는 사모아의 행정구로 사바이섬 남동부와 남서부 연안에 위치한다. 행정 중심지는 사투파이테아이며 면적은 178km2, 인구는 6,643명(2001년 기준)이다. 팔라울리구를 사이에 두고 서로 떨어져 있다.